# Ніагарська ГЕС Роберта Мозеса
Ніагарська ГЕС Роберта Мозеса (Robert Moses Niagara Power Plant) — гідроелектростанція у штаті Нью-Йорк між озерами Ері та Онтаріо, споруджена на належній США стороні Ніагарського водоспаду.

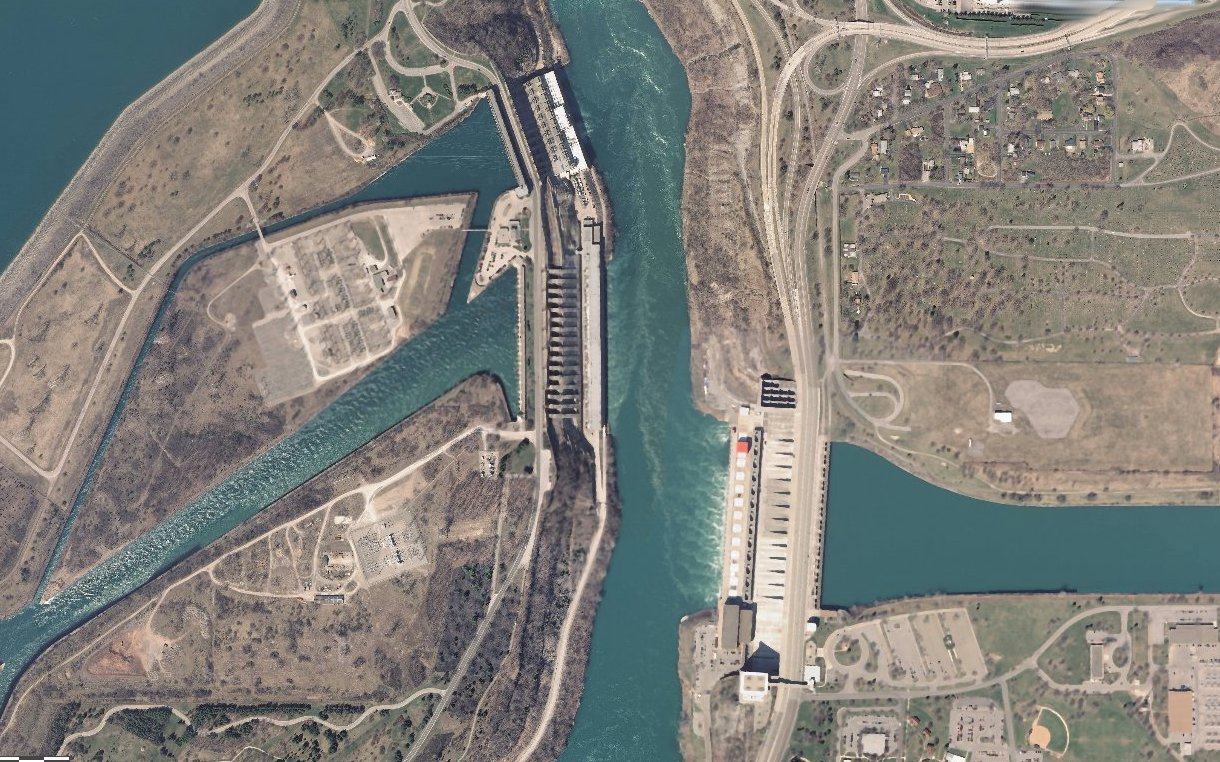
Вид на комплекс зверху. На протилежній (західній) стороні Ніагари машинний зал Гідрокомплексу Сера Адама Бека

Коротка річка Ніагара, котра транспортує ресурс з майже всього водозбірного басейну Великих озер (крім найнижчого серед них Онтаріо), вирізняється високою водністю та на своєму шляху перетинає Ніагарський уступ, спадаючи з нього відомим водоспадом висотою понад півсотні метрів. Це дало змогу прикордонним країнам спорудити обабіч водоспаду гідроелектростанції — на західному боці у Канаді це Гідрокомплекс Сера Адама Бека, а в США ГЕС Роберта Мозеса.
Використання гідроенергетичного потенціалу Ніагари почалось ще наприкінці XIX століття. При цьому 7 червня 1956 року розташована на східній стороні Ніагарська ГЕС зазнала катастрофічних пошкоджень внаслідок зсуву. Виявились зруйнованими дві третини машинного залу та було втрачено шість гідроагрегатів загальною потужністю 240 МВт (уламки від вибухів генераторів долетіли до канадського боку ущелини). Як наслідок, вирішили не відновлювати старий об'єкт, а спорудити повністю нову станцію.
Забір води для роботи ГЕС Роберта Мозеса починається вище від водоспаду, після чого вона транспортується по двох дериваційних тунелях, котрі проходять під містом Ніагара-Фолс. Ці споруди мають довжину 6 км, перетин 14х20 метрів та здатні транспортувати 2270 м3/с. Вони переходять у відкритий канал довжиною 580 метрів та глибиною 50 метрів, котрий завершується в балансувальному резервуарі довжиною 1,2 км, шириною 0,15 км та глибиною 31 метр. Під час спорудження комплексу довелось здійснити вибірку 11 млн м3 скельних порід.
У підсумку через водоводи довжиною по 140 метрів зі спадаючим діаметром від 8,2 до 6,5 метра ресурс надходить до спорудженого на березі Ніагари (але тепер вже нижче за водоспад) машинного залу. Основне обладнання станції становлять тринадцять турбін типу Френсіс, потужність кожної з яких первісно становила 175 МВт, а потім внаслідок модернізації була доведена до 193,5 МВт. Гідроагрегати використовують середній напір у 91 метр та забезпечують виробництво понад 14 млрд кВт·год електроенергії на рік.
Видача продукції відбувається по ЛЕП, що розраховані на роботу під напругою 115 кВ, 230 кВ та 345 кВ.
Можливо також відзначити, що балансувальний резервуар комплексу використовується ГАЕС Lewiston як нижня водойма.